# Bee Thousand
| Recensione     | Giudizio |
| -------------- | -------- |
| Piero Scaruffi | [ 1 ]    |
| All Music      |          |
| Rolling Stone  |          |

Bee Thousand è il settimo album in studio del gruppo musicale statunitense Guided by Voices, pubblicato nel 1994 negli USA dalla Scat Records e distribuito dalla Matador Records. Il sito web Pitchfork lo ha inserito alla decima posizione dei 100 migliori album degli anni 90.

## Storia
L'album venne registrato e pubblicato dopo che era stato deciso lo scioglimento del gruppo il quale, grazie all'inaspettato successo di critica del precedente album Propeller, venne poi ricostituito per mettendo anche a Pollard di dedicarsi alla musica non dovendo più lavorare come insegnante di scuola elementare. L'album venne registrato su una macchina a quattro tracce. Questo fu il primo album che ebbe una diffusione più estesa, permettendo al gruppo di essere conosciuto anche fuori dall'ambio della sua città natale, Dayton nell'Ohio.
Sebbene nel 1992 la band avesse pubblicato cinque album, non erano una band in senso convenzionale. senso in quanto la sua formazione era estremamente libera, composta da chiunque del gruppo di amici si presentasse alle sessioni di registrazione con breve preavviso. Robert Pollard pensava ai Guided by Voices più come a una "gilda di cantautori" che a una band, e disse anche che "Chiunque potesse venire avrebbe suonato. [...] Era solo un gruppo di amici che ogni tanto potevano riunirsi in modo che non sembrava davvero una band." Questo avrebbe dovuto essere l'ultimo album del gruppo in quanto Pollard era sul punto di abbandonare il progetto nel 1993 a causa di problemi finanziari in modo da potersi concentrarsi sulla sua famiglia e sulla sua carriera di insegnante; la band era già stata sul punto di sciogliersi nel 1991 all'epoca della pubblicazione di Propeller. Pollard era anche alle prese con la scrittura di un disco successivo ai precedenti Vampire on Titus e Propeller i quali erano stati i due dischi più notati della band fino a quel momento ma gli venne in mente di rimettere mano al materiale più vecchio e inutilizzato della band per farne delle nuove canzoni.
Nel 2004 è stato ripubblicato dalla Scat come Bee Thousand: The Director's Cut con l'aggiunta di brani inizialmente scartati dalle registrazioni del 1994 e con quelli contenuti negli EP The Grand Hour e I Am a Scientist.
Nella collana 33⅓ venne pubblicato un volume omonimo scritto da Marc Woodworth sulla storia dell'album.

## Tracce
Tutte le tracce sono state scritte da Robert Pollard, eccetto dove indicato.

1. Hardcore UFO's – 1:54
2. Buzzards and Dreadful Crows – 1:43 (Jim Pollard, R. Pollard)
3. Tractor Rape Chain – 3:04
4. The Goldheart Mountaintop Queen Directory – 1:45
5. Hot Freaks – 1:42 (R. Pollard, Tobin Sprout)
6. Smothered in Hugs – 2:59 (Mitch Mitchell, J. Pollard, R. Pollard)
7. Yours to Keep – 1:15
8. Echos Myron – 2:42

Side 2
1. Gold Star for Robot Boy – 1:39
2. Awful Bliss – 1:12 (Sprout)
3. Mincer Ray – 2:21 (Sprout)
4. A Big Fan of the Pigpen – 2:09 (J. Pollard, R. Pollard, Randy Campbell)
5. Queen of Cans and Jars – 1:55
6. Her Psychology Today – 2:04 (Guided by Voices)
7. Kicker of Elves – 1:04
8. Ester's Day – 1:51 (Sprout)
9. Demons Are Real – 0:48 (Guided by Voices)
10. I Am a Scientist – 2:30
11. Peep-Hole – 1:25
12. You're Not an Airplane – 0:33 (Sprout)